# Élagage synaptique

Les différents types de synapses où le processus d'élagage synaptique peut intervenir.

Pour les articles homonymes, voir élagage et élagage alpha-bêta.
L'élagage synaptique est le processus d'élimination des synapses qui se produit entre la petite enfance et le début de la puberté chez les humains. Le même phénomène se produit chez de nombreux mammifères. Ce mécanisme comprend d'une part l'élagage des axones et d'autre part celui des dendrites.
L'élagage des connexions synaptiques, étroitement associé à la phase d'apprentissage et au développement neurocognitif de l'enfant, permet d'affiner les faisceaux neuronaux, mais également d'éliminer les structures neuronales devenues obsolètes ou déficientes. À cet effet, ce processus présente un caractère sélectif et joue un rôle de régulateur synaptique.

## Contexte neurocognitif et développemental

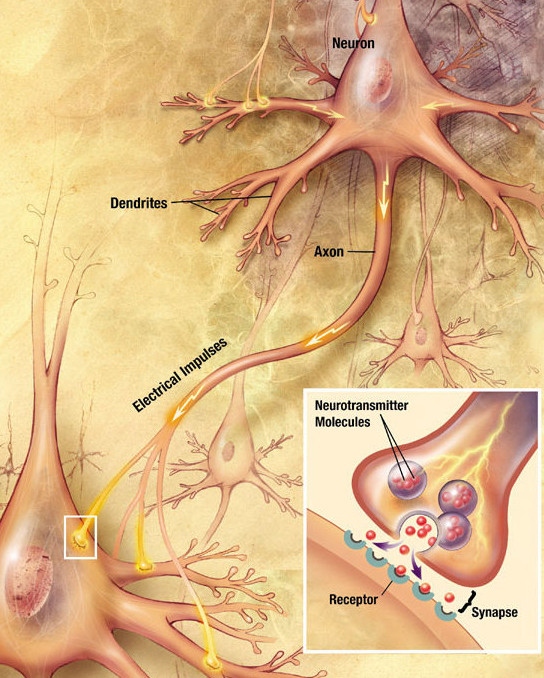
Modélisation d'une liaison synaptique.

L'élagage synaptique est un mécanisme biologique intervenant au cours du neurodéveloppement et qui consiste dans l'élimination massives de synapses, qui permet une meilleure utilisation du réseau synaptique et donc une meilleure efficacité du cerveau,. Bien qu'il soit essentiellement observable chez les humains, de nombreux travaux de recherches permettant d'étudier ce processus neurobiologique ont été réalisés sur des mammifères,. Ces études ont mis en évidence que d'autres espèces parmi les mammifères, notamment les primates, sont également soumises au processus d'élagage synaptique,. L'élagage des synapses chez l'humain débute dès la naissance du nouveau-né mais il est surtout observé ultérieurement avec la phase de maturation sexuelle (ou puberté),.
À la naissance, le cerveau humain comporte environ 100 milliards de neurones et un nombre similaire de cellules cérébrales non neuronales. Le nombre de neurones est estimé à 86,1 milliards de neurones ( ± 8,1 millions) à l'âge adulte. Tandis que certains facteurs poursuivent le développement des cellules du cerveau et la croissance du cerveau, d'autres facteurs éliminent certaines cellules et certaines connexions afin de rendre le réseau et le fonctionnement cérébral plus efficace. Ainsi, deux facteurs contribuent au développement cérébral : d'une part l'importante croissance des connexions synaptiques entre les neurones, également connue sous les termes de « synaptogenèse exhubérante » lorsque l'individu atteint l'âge de 2 ou 3 ans, et d'autre part la myélinisation des fibres nerveuses,,,. Cependant, le nombre total de neurones commence à diminuer par un processus de mort cellulaire programmée (apoptose) et malgré le processus de neurogenèse qui se poursuit mais de manière fortement ralentie,.

## Description générale

Maturation du cerveau de 5 à 20 ans. Les zones rouges (indiquent plus de matière grise) laissent place aux zones bleues (moins de matière grise) sous l'effet de l'élagage synaptique et de la myélinisation qui rendent les processus cognitifs plus performants.

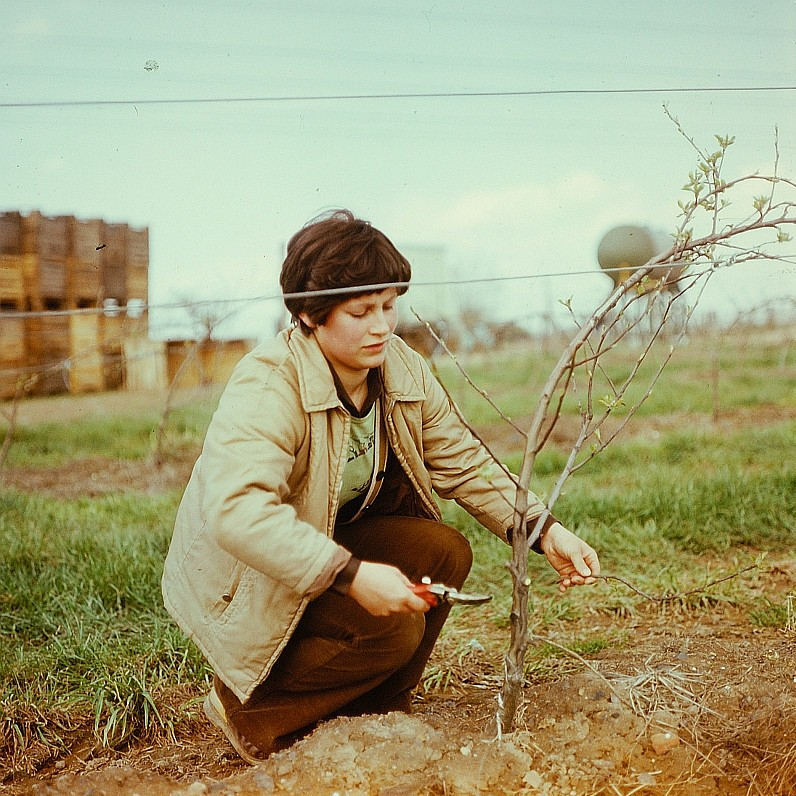
Analogie avec l'élagage d'un arbre : les branches superflues sont coupées pour consolider la croissance de l'arbre.

Pendant l'enfance, les synapses se multiplient, tandis qu'après l'adolescence, le volume des connexions synaptiques diminue en raison de l'élagage synaptique,. Ainsi, la période de développement massif de connexions synaptiques de l'enfance est suivie par une période d'élagage. L'expression vient d'une analogie avec le développement d'arbres ou de buissons en biologie : on peut comparer les connexions synaptiques à des branches d'arbres qui grandissent et se consolident ; l'élagage consiste à couper et réduire ces ramifications trop nombreuses et inutiles. Ainsi, la modélisation d'un élagage stéréotypé peut trouver une analogie avec la « taille d'un arbre », les cellules gliales faisant alors office de « jardiniers ».
L'élagage synaptique s'effectue en parallèle des transformations de la synaptophysine. Il est impliqué dans les changements de volume cérébral et de densité synaptique : les rapports entre matière blanche et matière grise sont modifiés. À partir de l'adolescence, le volume de substance grise subit une phase de décroissance. Cette phase de diminution, qui se poursuit jusqu'à l'âge adulte, concorde avec celle des mécanismes de myélinisation. En outre, alors que le niveau de substance grise suit une courbe de forme curviligne inversée, celui de la substance blanche montre une évolution linéaire.
Au cours des stades de développement infantile et pubère, le processus d'élagage synaptique évolue différemment en fonction des différentes aires cérébrales,. Dans un premier temps, pendant l'enfance, l'élagage synaptique prend place essentiellement sur les zones motrices et sensorielles, aires dites « primaires ». Ultérieurement, l'élagage affecte des zones impliquant les traitements de l'information plus complexe, telles que le cortex préfrontal,.
Le mécanisme d'élagage se présente comme une « réponse » provenant des neurones lorsqu'ils sont influencés par des facteurs environnementaux et des stimuli externes,,. Ce mécanisme de régulation est considéré comme étant étroitement lié à l'apprentissage,,. Depuis le début des années 1990, des travaux réalisés par technique d'imagerie cérébrale ont pu mettre en évidence que l'élagage synaptique accompagne le développement neurocognitif de l'enfant. Dans cette même optique, des études scientifiques ont permis d'observer que ce processus synaptique, facteur lié à un phénomène de type homéostatique, intervient essentiellement au cours des phases de repos,,.

## Découverte et premiers travaux de recherches
Dans la première moitié des années 1970, Brian Cragg publia une série d'études sur le développement et la plasticité synaptique chez le rat et surtout chez le chat avant de poursuivre ses recherches chez l'humain. En 1975, l'une de ses études lui permit d'aboutir à des estimations de densité synaptique dans le cortex visuel du chat à différents stades de son développement de 37 jours de gestation à l'âge adulte. Il observa ainsi un accroissement rapide de la densité synaptique entre 8 et 37 jours après la naissance. Il put aussi estimer que la densité synaptique augmente jusqu'à atteindre un pic d'environ 13 000 synapses par neurone, sept semaines après la naissance et il mit en évidence une diminution de la densité synaptique, toujours dans le cortex visuel du chat, pour atteindre des valeurs légèrement inférieures aux valeurs maximales alors que les cellules gliales continuent de se développer. La même année (1975), Cragg publia l'une des premières études sur la densité des synapses (et des neurones) pour le cerveau humain en étudiant les lobes frontal et temporal de personnes âgées dont 3 avec un retard mental sévère chez lesquelles il mit en évidence des nombres de synapses légèrement plus élevés par rapport à un groupe de personnes contrôle.
Deux ans plus tard, Jennifer Lund (en)  et ses collègues obtinrent des résultats similaires en étudiant le développement du cortex visuel chez le singe mettant en évidence l'élagage des épines dendritiques, et, à nouveau, en 1979. Lund et ses collègues suggérèrent alors l'idée « que l'élimination des contacts synaptiques peut être aussi sélective et constructive envers la fonction finale du neurone visuellement altéré que la formation de contacts synaptiques spécifiques »,.

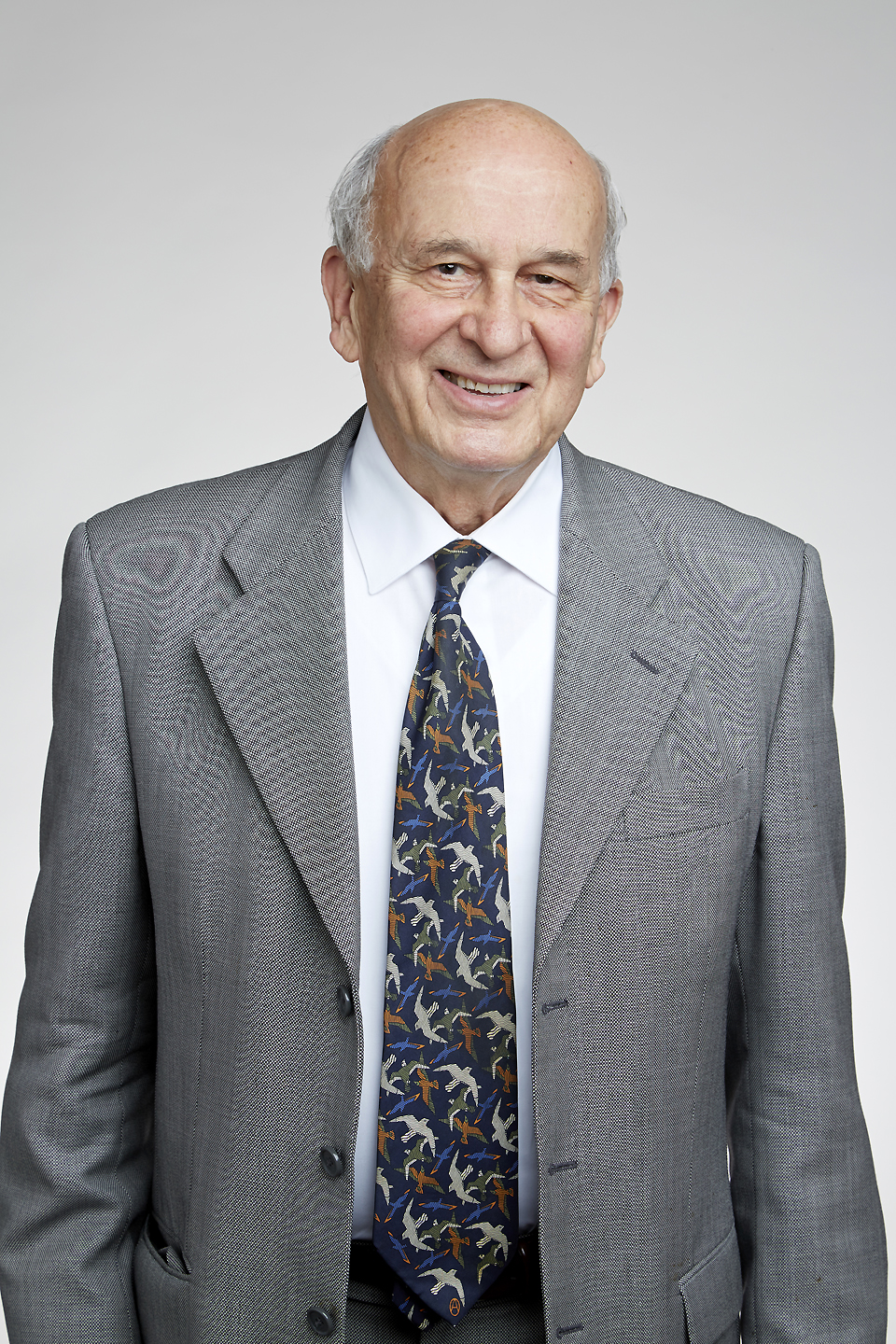
Le neuroscientifique Pasko Rakic.

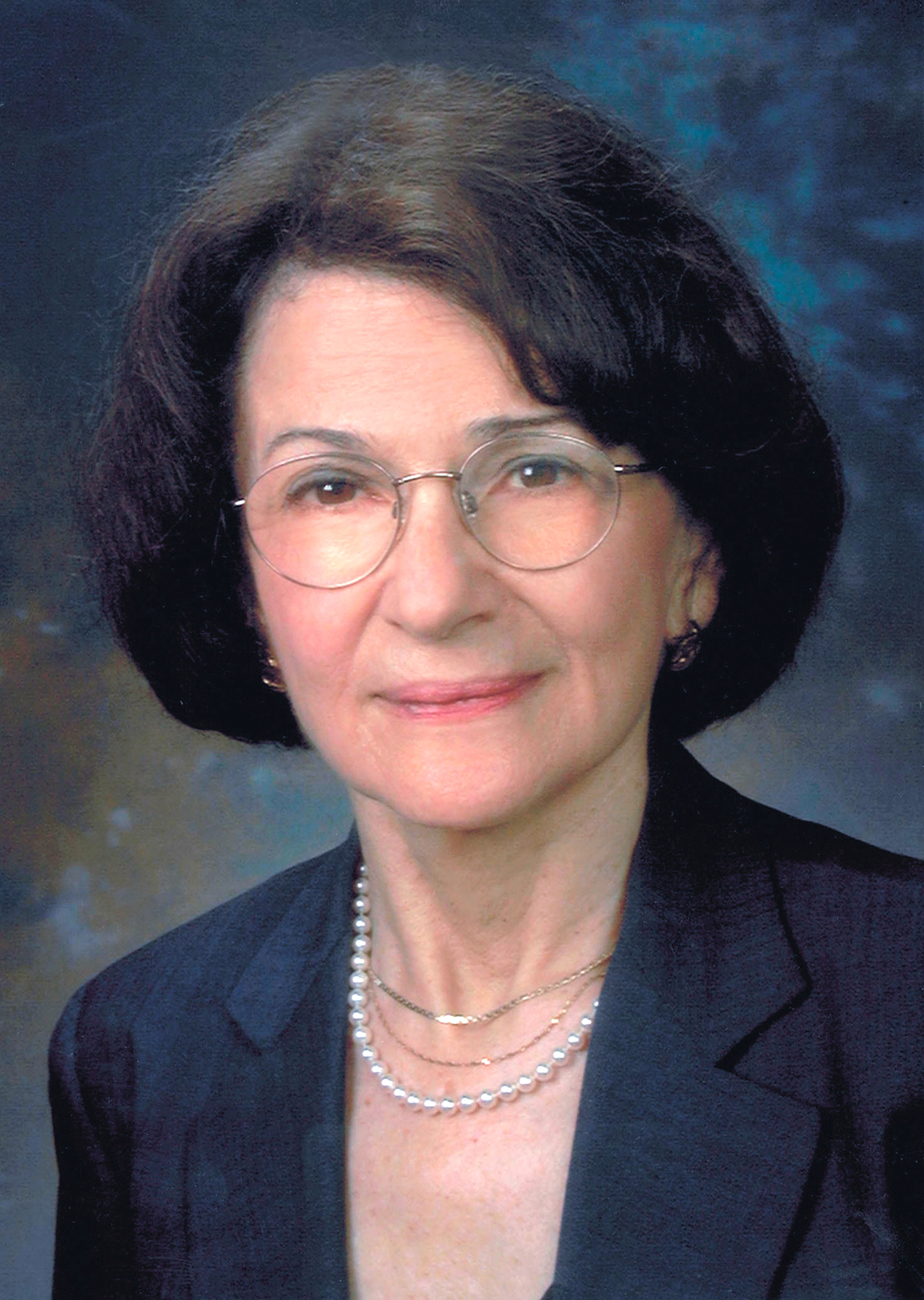
La neurobiologiste Patricia Goldman-Rakic.

 Les recherches se poursuivirent dans les années 1980 révélant le phénomène d'élagage synaptique avec des études concernant d'autres aires corticales chez l'animal notamment avec les travaux de Pasko Rakic, Patricia Goldman-Rakic et leurs collègues qui, en plus de l'aire visuelle, étudièrent chez le singe les aires somatosensorielle et motrice de même que le cortex préfrontal. Une autre étude réalisée en 1993 permit à Pasko Rakic et J.P. Bourgeois de découvrir chez le singe qu'après une période durant laquelle se produit une augmentation extraordinairement rapide de la densité synaptique, celle-ci atteint un plateau à l'âge de la maturité sexuelle de l'animal (3 ans). À ce stade, les zones du cortex suivent une maturation qui diffère d'une zone à l'autre : alors que la densité synaptique commence à diminuer rapidement avant de se stabiliser à l'âge de 4-5 ans pour les aires somatosensorielle et motrice, il en va autrement pour le cortex préfrontal pour lequel les chercheurs ont observé une diminution progressive de la densité synaptique à partir de trois ans et qui se poursuit tout au long de la vie de l'animal au lieu de se stabiliser. En approfondissant leur analyse, ils furent amenés à conclure à une véritable diminution du nombre de synapses et non pas à une simple diminution de la densité synaptique due à l'augmentation du volume du cerveau au cours du développement. Ils évaluèrent ainsi que sur une période de deux à trois années, 2 500 synapses disparaissent chaque seconde dans l'aire visuelle primaire dans chaque hémisphère cérébral,.

## Variations

### Élagage de régulation

Pont de Varole, ici en rouge.

À la naissance, les neurones, au sein des cortex cérébraux visuel et moteur sont étroitement associés au colliculus supérieur, à la moelle épinière, mais également au pont — partie médio-supérieure du tronc cérébral, également connue sous les termes de « pont de Varole » —. Les neurones de chaque cortex sont sélectivement élagués, ce qui laisse les connexions avec les centres de traitement fonctionnellement appropriés. Par conséquent, les neurones du cortex visuel élèvent les synapses avec des neurones dans la moelle épinière, et le cortex moteur coupe les connexions avec le colliculus supérieur. Cette variation d'élagage est connue sous le nom d'« élagage à l'axone stéréotypé à grande échelle ». Les neurones étendent des branches axiales longues dans des zones cibles appropriées ou inappropriées. Lors de cette phase, les connexions inappropriées sont, à terme, éliminées.
Les événements régressifs affinent l'abondance des connexions, liaisons réalisées au cours la neurogenèse, afin de créer un circuit spécifique et mature. La neurolyse, processus déterminé par apoptose de la cellule nerveuse et l'élagage sont les deux principales phénomènes biologiques permettant la séparation des connexions synaptiques indésirables. Lors de l'apoptose, les neurones sont supprimés et toutes les connexions qui lui sont associées sont également éliminées. En revanche, au cours d'un processus d'élagage, le neurone qui ne meurt pas, nécessite toutefois la rétraction des axones à partir de connexions synaptiques qui ne sont pas fonctionnellement appropriées.
Il a été établi que la finalité ou l'objectif d'un élagage synaptique est d'éliminer les structures neuronales du cerveau inutiles. Ainsi, à mesure que le cerveau humain se développe, la nécessité de comprendre des structures plus complexes devient beaucoup plus pertinente, et les associations plus simples formées à l'enfance sont prédestinées à être remplacées par des structures plus complexes.
Bien qu'il existe plusieurs relations entre ce mécanisme d'élimination synaptique et la régulation du développement cognitif de l'enfance, l'élagage se révèle être un processus de suppression des neurones qui peuvent être endommagés ou dégradés afin d'améliorer et de faciliter la capacité de « mise en réseau » d'une zone particulière du cerveau. En outre, il a été déterminé que le mécanisme ne fonctionne pas seulement en matière de développement et de réparation, mais aussi comme moyen de maintenir continuellement une fonction cérébrale plus opérante en éliminant les neurones dont l'efficacité synaptique est faible. D'après Jean-Pierre Changeux, neurobiologiste au Collège de France, l'élagage synaptique procède d'une « stabilisation sélective des synapses par un mécanisme de darwinisme neuronal ».

### Élagage lors de la maturation du cerveau

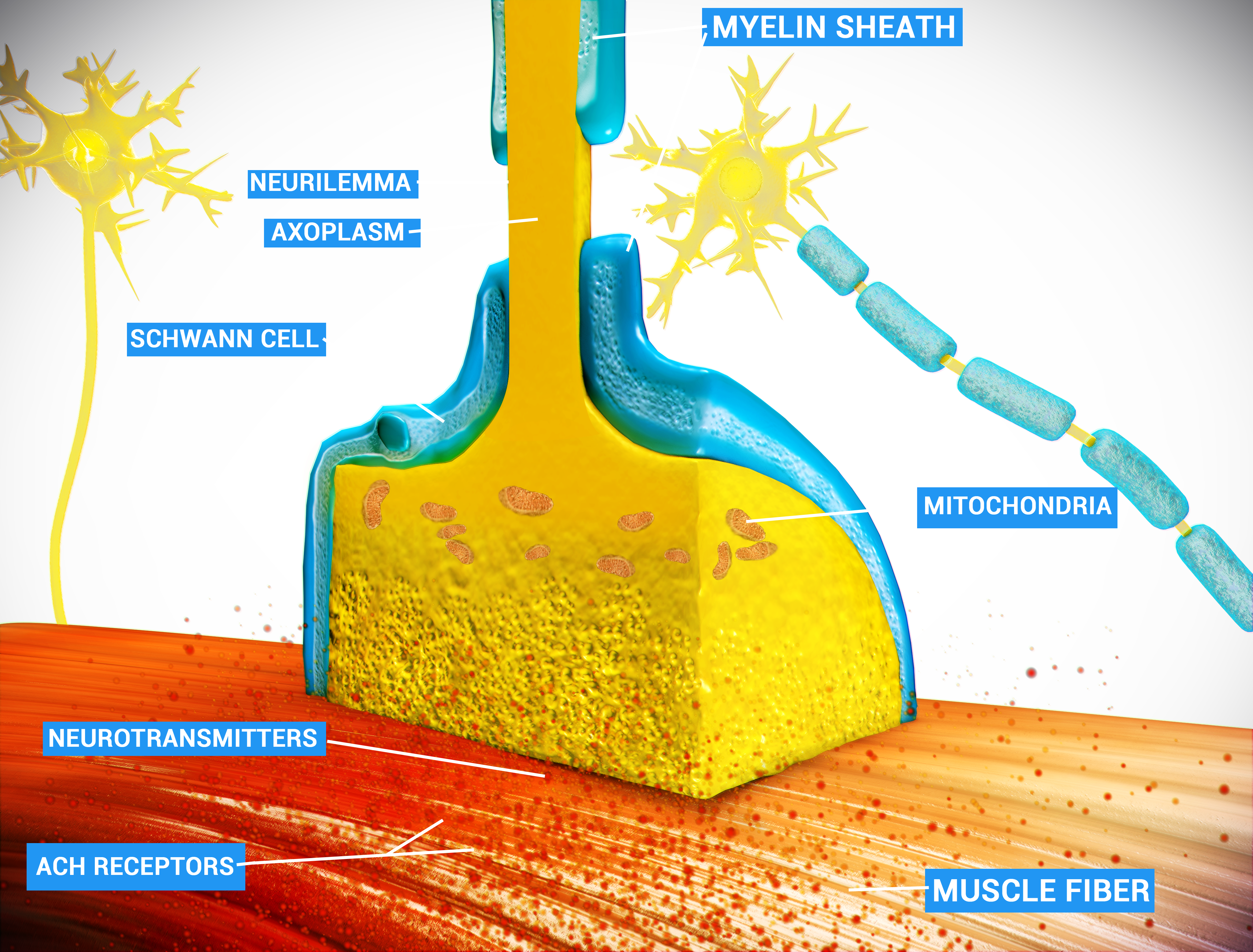
Modélisation d'une terminaison axonale au niveau de la jonction neuromusculaire.

L'élagage qui est lié à l'apprentissage est connu sous le nom d'« élagage de l'axe de l'axone à petite échelle ». Les axones étendent leurs terminaisons axiales courtes vers les neurones au sein d'une zone cible. Certaines de ces terminaisons sont alors éliminées par effet de « concurrence ». La forme de sélection des liaisons axonales suit le principe de « l'utiliser ou de le perdre », cette propriété sélective étant déterminée selon la plasticité synaptique. Cela signifie que les synapses fréquemment utilisées ont des connexions fortes alors que les synapses rarement utilisées sont éliminées. Les exemples observés chez les vertébrés comprennent l'élagage des extrémités axonales au niveau de la jonction neuromusculaire, laquelle est localisée dans le système nerveux périphérique, mais également l'élagage de l'entrée des fibres du cervelet, structure de l'encéphale qui est en relation avec l'ensemble du système nerveux central,.
Dans l'espèce humaine, l'existence de l'élagage synaptique a pu être établi grâce à l'observation des différences dans les estimations de cellules gliales et de neurones entre les enfants et les adultes : ce nombre diffère considérablement dans le noyau thalamique médiodorsal entre les deux populations étudiées.

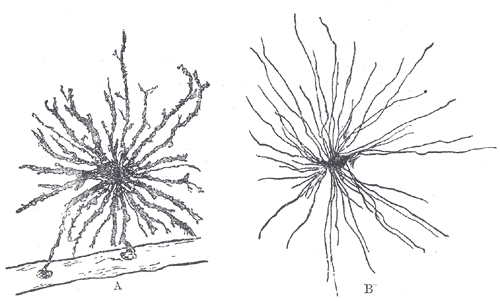
Cellules gliales de type astrocytes, visibles au microscope grâce à une coloration de Golgi.

Au cours d'une étude menée en 2007 à l'Université d'Oxford, des chercheurs ont comparé 8 cerveaux humains de nouveau-nés avec ceux de 8 adultes. Ces travaux ont été réalisés en utilisant des estimations basées sur la taille et les preuves recueillies à partir du fractionnement stéréologique. Ils ont montré que, en moyenne, les estimations des populations de neurones adultes étaient inférieures de 41 % à celles des nouveau-nés dans la région qu'ils mesuraient, le noyau thalamique médiodorsal.
Cependant, en ce qui concerne le nombre total de cellules gliales, leur nombre est plus élevé chez les adultes que chez les nouveau-nés : 36,3 millions en moyenne chez les adultes, contre 10,6 millions chez les nouveau-nés. La structure du cerveau est censée changer lorsque la dégénérescence et la défaillance se produisent dans des situations postnatales, bien que ces phénomènes n'aient pas été observés dans certaines études. Pendant la phase de développement, il est peu probable que les neurones qui se trouvent en voie de perte par mort cellulaire programmée soient réutilisés, mais plutôt remplacés par de nouvelles structures neuronales ou synaptiques. Ces mécanismes se sont révélés parallèles aux changements structurels au sein de la matière grise sous-corticale.
L'élagage synaptique est répertorié séparément des événements régressifs observés concernant les individus plus âgés. Bien que l'élagage du développement dépende de l'expérience, la détérioration des connexions, processus synonyme de vieillesse, ne le sont pas.

## Mécanismes expliquant l'élagage synaptique
Les trois modèles expliquant l'élagage synaptique sont la dégénérescence axonale, la rétraction axonale et l'excrétion d'axones. Dans tous les cas, les synapses sont formées par un terminal d'axone transitoire, et l'élimination des synapses est causée par l'élagage des axones. Chaque modèle offre une méthode différente dans laquelle l'axone est supprimé pour supprimer la synapse. Dans l'élagage d'axone à petite échelle, l'activité neurale est considérée comme un régulateur important, mais le mécanisme moléculaire demeure incertain. D'autre part, il est probable que les hormones et les facteurs trophiques sont les principaux facteurs extrinsèques qui régissent l'élagage des axones stéréotypés à grande échelle.

### Dégénérescence axonale
Chez une espèce telle que la drosophile, des changements importants ont été apportés au système nerveux pendant sa métamorphose. La métamorphose est déclenchée par l'ecdysone (une molécule hormonale de type stéroïdien) et, au cours de cette même période, un élagage et une réorganisation étendus au niveau du réseau neuronal se produisent. Ainsi, cette observation a permis d'établir que l'élagage synaptique chez cet insecte se déclenche lorsque les récepteurs de l'ecdysone sont activés. Les études de dénervation à la jonction neuromusculaire des vertébrés ont montré que le mécanisme d'élimination des axones s'apparente de manière significative à la dégénérescence wallérienne. En revanche, le processus d'élimination synaptique global et simultané qui a été observé chez la drosophile diffère de l'élagage du système nerveux des mammifères, ce dernier se produisant localement et sur plusieurs phases de développement.

### Rétractation axonale

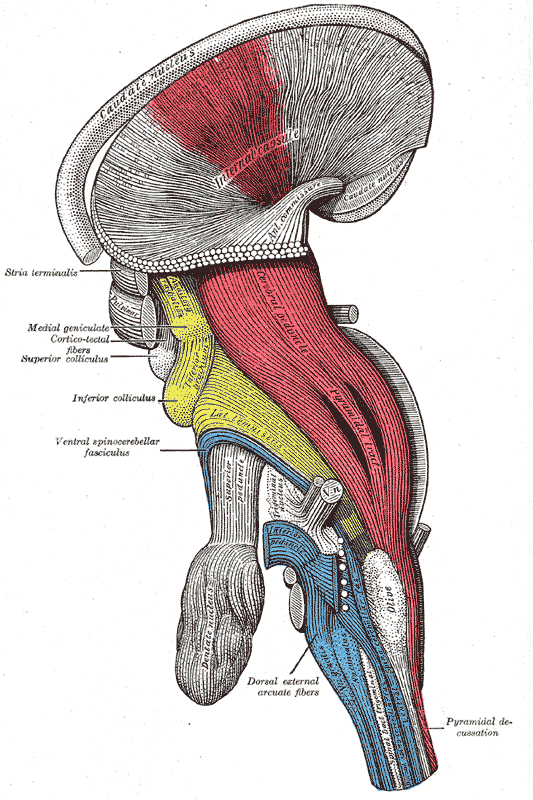
Le tronc cérébral. Le faisceau infrapyramidal apparaît ici en rouge.

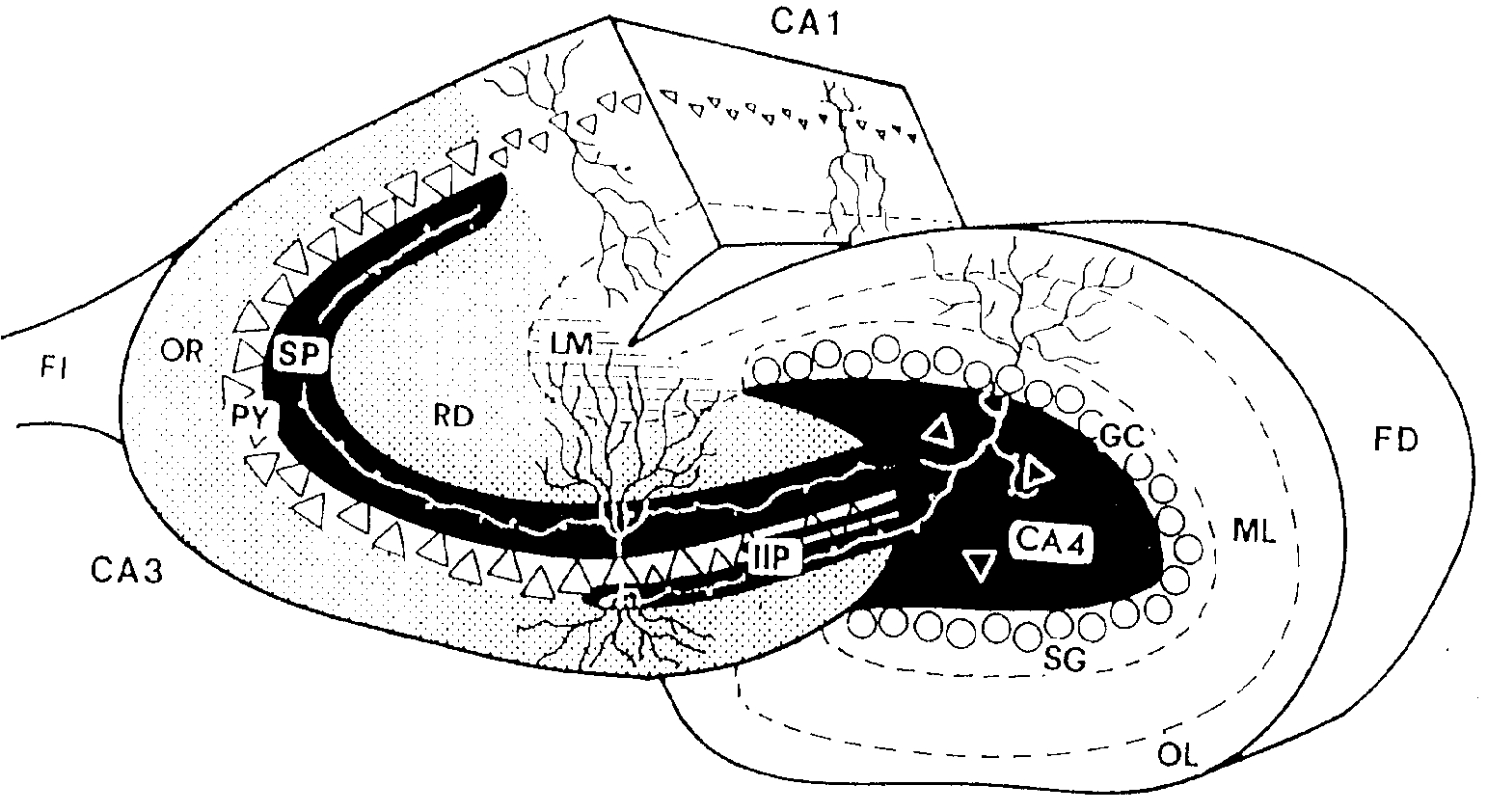
Schéma d'un hippocampe en coupe transversale. La zone dite OR représente la strate d'oriens.

Les branches de l'axone se rétractent de manière distale (proche de l'extrémité d'un membre) à proximale (près de la base d'un membre). Dans ce cas, il est très probable que les contenus axonaux rétractés soient recyclés dans d'autres parties de l'axone. Toutefois, le mécanisme biologique par lequel l'élagage axonal survient demeure encore incertain concernant le système nerveux central des mammifères. Des études sur la souris ont mis en évidence que l'élagage pourrait être associé à des molécules dite d'« orientation ». Les molécules de « guidage » servent à contrôler le repérage des axones par répulsion ainsi qu'à amorcer l'élagage de connexions synaptiques protubérantes. Les ligands des sémaphorines, les récepteurs des neuropilines 1 et 2, mais également ceux des plexines (en) sont utilisés pour induire la rétraction des axones pour initier l'élagage hippocampo-septal et le faisceau infrapyramidal (IPB). L'élagage stéréotypé des projections de l'hippocampe s'est avéré être significativement altéré chez les souris présentant un défaut en Plexin-A3. Plus précisément, les axones qui sont reliés à une cible transitoire se rétractent une fois que les récepteurs Plexin-A3 sont activés par les ligands de la classe 3 de la sémaphorine. Dans l'IPB, l'expression de l'ARNm pour sémaphorine 3F (en), présente dans l'hippocampe lors de la période prénatale, se perd après la naissance et retourne dans la strate de oriens (en) (une partie de l'hippocampe),. En parallèle, l'apparition de l'élagage IPB se produit approximativement au même moment. Dans le cas des projections de la zone hippocampo-septal, l'expression de l'ARNm cible qui créé la Sema3A, a été suivie par l'initiation de l'élagage après 3 jours. Cet élément suggère que l'élagage est déclenché une fois que le ligand atteint les niveaux de protéines de seuil quelques jours après l'apparition de l'ARNm détectable. L'élagage des axones le long du tube corticospinal visuel (CST) est défectueux chez les mutants de neuropiline-2 ; tandis que pour les souris mutantes possédant un double plexin-A3 et plexin-A4, au cours du processus d'élagage, la Sema3F s'exprime normalement au sein de la moelle épinière. De surcroît, ces observations révèlent qu'il n'y a pas d'anomalie de taille du CST moteur observé chez les individus « double plexin-A3 et plexin-A4 ».

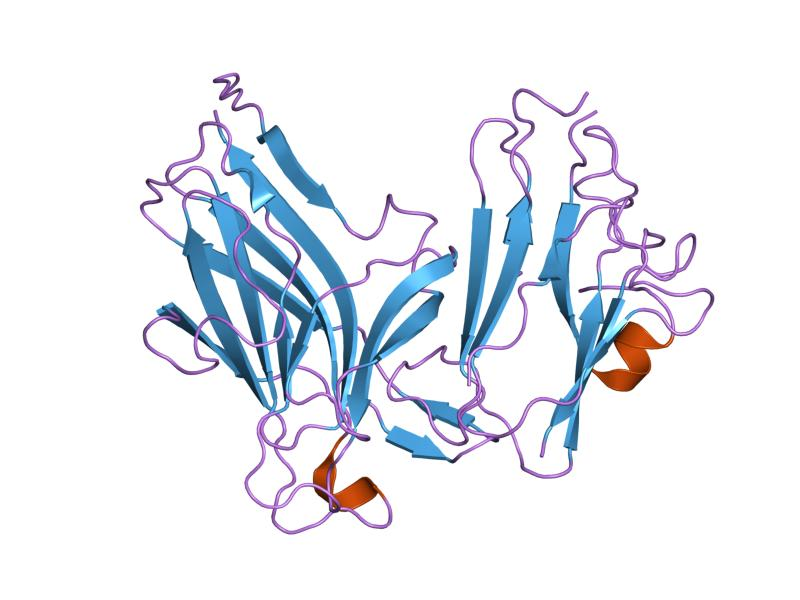
Modélisation en 3D de l'éphrine, une famille de protéine de type ligand.

Un élagage stéréotypé a également été observé dans la fabrication de branches axonales surtendues lors de la formation de la rétinotopie. Des études ont permis de démontrer que non seulement l'éphrine, mais également les récepteurs de cette molécule (Eph), régulent et dirigent les branches axiales de la rétine,,. La signalisation avant entre Ephrine-A et EphA, le long de l'axe anatomique antérieur-postérieur, a pu être mise en évidence : à cet effet, cette interaction semble déterminer l'inhibition de la formation de branche axiale de la rétine postérieure avec une zone terminale. La signalisation directe favorise également l'élagage des axones qui ont atteint la zone terminale. En revanche, il n'a pas encore été clairement établi que le mécanisme de rétraction observé dans l'élagage IPB soit applicable pour les axones de la rétine.
La signalisation inverse entre les protéines éphrines B et leurs récepteurs tyrosines kinases Eph B a été révélée pour initier le mécanisme de rétraction dans l'IPB. En outre, des observations ont montré que la molécule Ephrin-B3 (en) transforme des signaux inverses dépendant de la phosphorylation de la tyrosine en axones de l'hippocampe qui déclenchent l'élagage des fibres IPB excessives,. Le postulat proposé implique que EphB s'exprime à la surface des cellules cibles, ce qui entraînerait la phosphorylation de la tyrosine d'Ephrin-B3,. La liaison essentielle d'Ephrin-B3 à la protéine adaptateur cytoplasmique Grb4,  conduit au recrutement et à la liaison de Dock « 180 » et des kinases activées par les enzymes PKA,. La liaison de Dock180 (en) augmente les niveaux Rac-GTP (en), et PKA sert à diriger la signalisation en aval du Rac actif qui conduit à la rétraction de l'axone, aboutissant ainsi à un éventuel élagage,,,.

### Excrétion d'axosomes
L'imagerie en temps réel effectuée sur des axones en retrait dans les jonctions neuromusculaires de souris, a mis en évidence que l'élagage de l'axone pourrait être dû à un phénomène d'excrétion. L'axone en retrait s'est déplacé dans un ordre distal à proximal ressemblant à une rétraction. Cependant, dans de nombreux cas, les restes étaient excrétés à mesure que les axones se rétractaient. Dans ce cas, les résidus axonaux, dénommés axosomes, contenaient les mêmes organites observées dans les bulbes attachés à l'extrémité des axones et se trouvaient généralement localisés à proximité de ces excroissances axonales. Cet élément indique que les axosomes sont dérivés des bulbes. Par ailleurs, les axosomes n'étaient pas pourvus de cytoplasmes riches en électrons ou de mitochondries dont les membranes ont été rompues, indiquant ainsi qu'ils n'étaient pas formés par une dégénérescence wallerienne.

## Modélisation mathématique
Au cours la seconde moitié des années 1990, les neurobiologistes et mathématiciens Gal Cheichik, Isaac Meilijson et Eytan Rupin, de l'Université de Tel Aviv (département mathématiques et médecine), ont pu établir la modélisation mathématique du processus d'élagage synaptique. Cette modélisation, qui prend appui sur la règle de Donald Hebb, peut être décrite par deux fonctions différentes.
- Le premier modèle donne :

« {\displaystyle W_{ab}={\frac {1}{\sqrt {M}}}\sum _{\mu =1}^{M}\xi _{\mu }^{i}\xi _{\mu }^{j},1\leqslant i\neq j\leqslant N;W_{ii}=0} »

— Gal Cheichik, Isaac Meilijson et Eytan Rupin, 1997.
- Le second modèle s'écrit :

« {\displaystyle J_{ij}=g(W_{ij})=g\left({\frac {1}{p(1-p){\sqrt {M}}}}\sum _{\mu =1}^{M}(\xi _{\mu }^{i}-p)(\xi _{\mu }^{j}-p)\right)} »

— Gal Cheichik, Isaac Meilijson et Eytan Rupin, 1997.

## Psychologie et psychiatrie

### Amnésie infantile
Des études effectuées dans les années 1990, ont suggéré que les effets de l'élagage pourraient être impliqués dans l'apparition de l'amnésie infantile,. Toutefois, au début des années 2000, cette hypothèse a été estimée peu probante. Deux éléments viennent invalider l'implication de l'élagage dans ce type de perte mémoriel : d'une part les traces amnésiques ayant survécu à l'élagage synaptique demeurent actives ; d'autre part la loi de Ribot, théorie établissant que « les souvenirs les plus stables sont les plus anciens », ne peut corroborer ce postulat.

### Schizophrénie et troubles bipolaires
Plusieurs maladies mentales graves, en particulier la schizophrénie, débutent durant l'adolescence. Une des hypothèses explicatives est un dysfonctionnement de l'élagage synaptique qui serait quatre fois plus important chez les jeunes schizophrènes que chez les jeunes sans troubles psychiatriques,,,. Plus précisément, l'apparition de ce trouble psychiatrique pourrait trouver son origine dans un excès d'élimination affectant essentiellement les synapses cortico-corticales et cortico-sous-corticales, liaisons localisées au sein du cortex préfrontal, comme les connexions synaptiques de type glutamatergiques,. Concernant ce groupe de synapses, un élagage excédentaire entraînerait un effet d'excitation neuronale amenuisée,,,. En outre, cet excès d'élagage, qui peut également apparaître au cours de l'enfance, diminuant alors le processus de myélinisation, pourrait affecter la connectivité cérébrale.

### Autisme
A contrario de la schizophrénie, un déficit ou un affaiblissement de l'élagage, induisant ainsi une abondance excessive de liaisons synaptiques, pourrait générer des troubles autistiques,,,,. La sur-activation de la molécule enzymatique mTOR apparaît être à l'origine de ce déficit d'élimination synaptique,. Ce dysfonctionnement peut-être également corrélé par une désactivation de la molécule de transmission MEF2.